# Josu Montero
Josu Montero (Baracaldo, España, 1962) es poeta, dramaturgo y crítico literario español. Desde su fundación, en 1983, pertenece a La galleta del Norte, colectivo que ha realizado múltiples actividades literarias, entre las que se incluye la edición de revistas y una colección de libros. Ha sido crítico literario del diario Egin y de las páginas culturales del diario Gara. Sus poemas, trabajos de investigación, reseñas y críticas se han publicado, además, en revistas como La Galleta del Norte, Zurgai, Pérgola, Artez, Aullido, Ekintza Zuzena, La factoría valenciana, Veneno, Cuadernos del matemático, Palimpsestos, Ínsula, Menú o la mexicana Alforja.